# Yuri Trutnev
Yuri Alekséievich Trútnev —en ruso: Ю́рий Алексе́евич Тру́тнев— (Moscú, 2 de noviembre de 1927-Sarov, 6 de agosto de 2021) fue un físico ruso, miembro de la Academia de Ciencias de Rusia, doctor en Ciencias Técnicas, y Héroe del Trabajo Socialista (1962). 

## Biografía
Fue codesarrollador de la AN602 —bomba de hidrógeno—. La fecha de detonación, 30 de octubre de 1961, sigue siendo recordada como la más poderosa explosión en la historia humana —alrededor de 50 megatones—, la bomba del Zar. Desde la década de 1990, ha sido el director de la VNIIEF Laboratorios Nucleares Rusos, ubicada en la óblast de Nizhni Nóvgorod, Sarov. 
Entre sus galardones, ha sido honorado con la Medalla de Oro Kurchátov.